# Faculdade Projeção
A FAPRO - Faculdade Projeção é uma faculdade particular brasileira, com sede em Taguatinga, no Distrito Federal e com unidades em Taguatinga, Guará, Sobradinho e Ceilândia.

## História
Foi fundada em 1977 como Colégio Projeção, pelo Prof. Oswaldo Luiz Saenger.